# Walther Großrubatscher
Walther Großrubatscher (* 18. September 1957 in Innsbruck; † 28. Mai 2019) war ein österreichischer Jazzmusiker (Schlagzeug).

## Leben und Wirken
Walter besuchte von 1967 bis 1972 die Volks- und Hauptschule und 1972/73 die Handelsakademie in Innsbruck. Anschließend studierte er von 1975 bis 1978 Trompete und Schlagzeug an der Musikschule des Konservatoriums der Stadt Innsbruck und von 1978 bis 1982 Schlagzeug an der Jazzabteilung des Konservatoriums der Stadt Wien.
Großrubatscher war ab den 1980er Jahren in der österreichischen Jazzszene aktiv. Erste Aufnahmen entstanden 1983 mit der Formation Mexas mit Heinz Wosika (Piano) und Heinrich Werkl (Kontrabass). In den folgenden Jahren spielte er im Michael Starch Trio (Live at Jazzland, 1987), im Tom Henkes Quartet, im Ronnie Weisz Trio, im Christian Plattner Quartett und mit Martin Breinschmid & The Radio Kings Feat. Allan Vaché (Big Noise From Vienna, 1998); ferner spielte er mit gastierenden amerikanischen Musikern wie Conte Candoli, Sweets Edison, Jon Hendricks, Woody Shaw, Junior Mance, Tal Farlow und Ray Bryant. Er begleitete auch wiederholt Gastspiele von Howard Alden, Scott Hamilton und Bill Ramsey.
In den 2000er Jahren arbeitete er weiterhin mit Hans Salomon (Speak Low: Plays Romantic Jazz), dem Erwin Schmidt Trio (mit Joschi Schneeberger), mit Elly Wright und im Claus Spechtl Trio. Im Bereich des Jazz war er zwischen 1983 und 2010 an 15 Aufnahmesessions beteiligt. 2017 spielte er noch mit Heinz von Hermann. Als Schlagzeuglehrer war er ab 2010 an der Musikschule Wien, 1996 bis 2008 im Musikschulverband Maria Anzbach/Eichgraben, 1985 bis 1991 am Franz Schubert Konservatorium, Wien und 1983 bis 1985 an der Penzinger Musikschule, Wien tätig. Außerdem wirkte er im Marcus Gaudriot-Trio mit. Er wurde am Wiener Zentralfriedhof bestattet.